# Cume

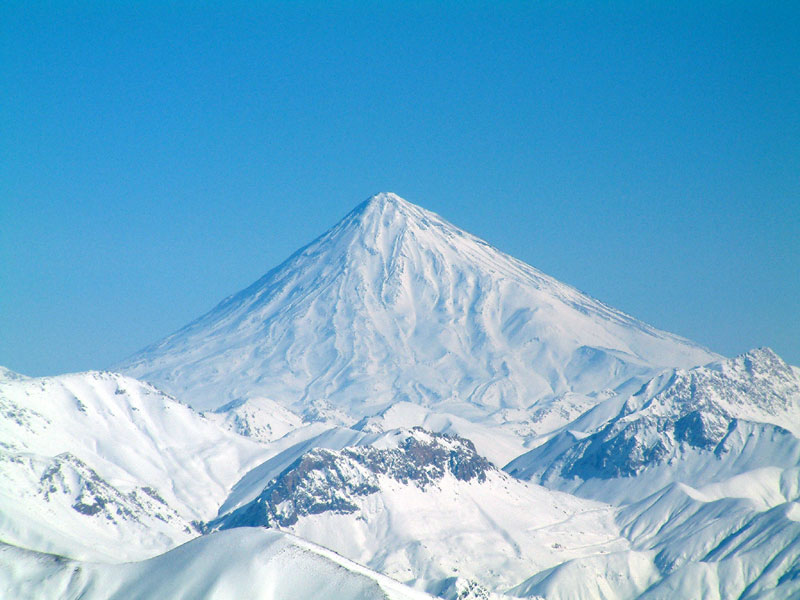
Monte Damavand, no Irã, durante o inverno.

Um cume é, em termos de topografia, o ponto de uma superfície que é mais elevado em altitude que todos os pontos imediatamente adjacentes a ele. Matematicamente, é o ponto mais elevado de um terreno. Os termos cimo, cimeira, cúmulo, cúpula, topo, ápice, apogeu, auge, clímax, pináculo, píncaro ou pico são seus sinônimos.
Geralmente, é um termo utilizado para designar picos montanhosos que possuem uma significativa proeminência topográfica ou singularidade topográfica (grande distância do ponto mais próximo de maior elevação). Assim, um bloco rochoso próximo ao cume principal de uma montanha não é considerado um cume.
Os cumes próximos a outro mais alto, com menor proeminência ou isolados, que não alcançam determinado valor limite, normalmente são considerados subpicos do pico principal e, portanto, parte da mesma montanha.
Um pico piramidal é um cume montanhoso com forma pontiaguda produzida pela erosão do gelo.

## Cuminal
O ponto cuminal (culminante) é o termo empregue para se referir ao ponto mais elevado de um cume  . 